# Krzysztof Stefański
Krzysztof Stanisław Stefański (ur. 14 lipca 1955 w Bolesławcu) – prof. dr hab., historyk sztuki, kierownik Katedry Historii Sztuki Uniwersytetu Łódzkiego. Specjalizujący się w historii architektury polskiej XIX i XX wieku oraz zagadnieniach związanych ze sztuką Łodzi.

## Życiorys
Ukończył studia na Uniwersytecie Wrocławskim. Od początku lat 80. mieszka w Łodzi. Związany z Instytutem Architektury i Urbanistyki Politechniki Łódzkiej, następnie od 1992 roku zatrudniony w Katedrze Historii Sztuki Uniwersytetu Łódzkiego. Od 1999 roku kierownik Zakładu Historii Architektury XIX i XX wieku oraz kierownik Katedry Historii Sztuki.
Działa na rzecz renowacji łódzkich zabytków, jako członek Rady Konserwatorskiej przy Wojewódzkim Konserwatorze Zabytków w Łodzi, członek Społecznej Rady Renowacji Kościoła Ojców Jezuitów przy ul. Sienkiewicza 60, członek Rady Fundacji na rzecz Ratowania Kaplicy Karola Scheiblera w Łodzi.

## Odznaczenia
- Złoty Krzyż Zasługi (2024)[2]
- Srebrny Krzyż Zasługi
- Złoty Medal za Długoletnią Służbę[1]
- Odznaka Honorowa „Zasłużony dla Kultury Polskiej”
- Nagroda Miasta Łodzi (2019)[3]

## Najważniejsze publikacje
- Architektura sakralna Łodzi w okresie przemysłowego rozwoju miasta: 1821–1914, Łódź 1995, ISBN 83-7016-843-4.
- Bazylika archikatedralna w Łodzi: pw. św. Stanisława Kostki, Łódź 1996, ISBN 83-85022-62-7.
- Polska architektura sakralna w poszukiwaniu stylu narodowego, Łódź 2000, ISBN 83-7171-332-0.
- Gmachy użyteczności publicznej dawnej Łodzi, Łódź 2000, ISBN 83-86699-45-0.
- Jak zbudowano przemysłową Łódź, Łódź 2001, ISBN 83-86334-533.
- Atlas architektury dawnej Łodzi do 1939 r., Łódź 2003, ISBN 83-87931-88-8.
- Architektura XIX wieku na ziemiach polskich, Łódź 2005, ISBN 83-7181-375-9.
- Ludzie, którzy zbudowali Łódź Leksykon architektów i budowniczych miasta (do 1939 r.), Łódź 2009, ISBN 978-83-61253-44-0.